# Myotis chiloensis
Myotis chiloensis, el murciélago orejas de ratón del sur, es una especie de murciélago miembro del género Myotis. Este género es el más variado de todos los mamíferos, con más de 90 especies. 

## Descripción
Es un Myotis de tamaño mediano (unos 9 cm de envergadura alar), muy variable en color: desde rubio (para las porción norte de su distribución) hasta marrón oscuro (para la región sur); es el único representante del género en las dos terceras partes de la zona sur de Chile (La Val 1973). Su nombre proviene de la isla Grande de Chiloé, dado que la localidad tipo se halla en unos islotes del lado este de esta.
Es insectívoro, alimentándose principalmente de dípteros que atrapa al vuelo.
A la fecha, ha sido una especie poco estudiada, faltando datos sobre su estado de conservación y hábitat.

## Distribución geográfica
Argentina y Chile (desde la XV Región de Arica y Parinacota a XII Región de Magallanes y de la Antártica Chilena).

## Importancia sanitaria
Esta especie es considerada como vector biológico de la rabia.